# Blauer Himmel über dem Ruhrgebiet

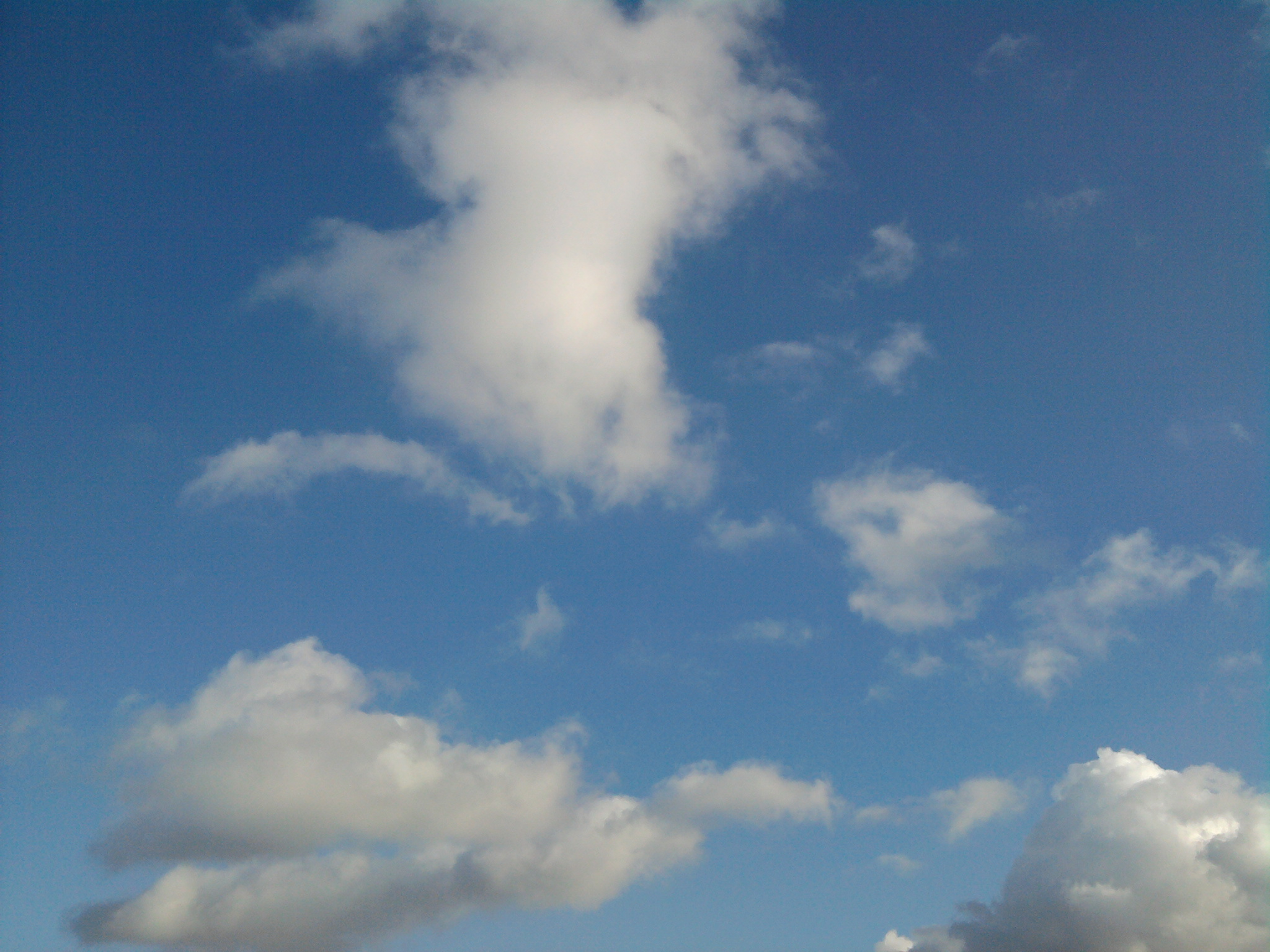

„Der Himmel über dem Ruhrgebiet muss wieder blau werden“ war eine Forderung von Willy Brandt aus dem Jahr 1961. Brandt trat bei der Bundestagswahl 1961 am 17. September 1961 erstmals als Kanzlerkandidat seiner Partei, der SPD, gegen den damals 85 Jahre alten Konrad Adenauer an.

## Geschichte
Am 28. April 1961 trug Brandt in der Beethovenhalle (Bonn) unter anderem folgende Forderung seines Wahlprogramms vor:
„Erschreckende Untersuchungsergebnisse zeigen, dass im Zusammenhang mit der Verschmutzung von Luft und Wasser eine Zunahme von Leukämie, Krebs, Rachitis, Blutbildveränderungen sogar schon bei Kindern festzustellen sind. Es ist bestürzend, dass diese Gemeinschaftsaufgabe, bei der es um die Gesundheit von Millionen Menschen geht, bisher fast völlig vernachlässigt wurde.  Verehrte Anwesende und besonders Freunde aus dem Revier: Der Himmel über dem Ruhrgebiet muss wieder blau werden!“
Die Idee war unter anderem von Heinrich Deist (SPD-Wirtschaftsminister im Schattenkabinett von Brandt) in das Wahlprogramm lanciert worden. Deist war Aufsichtsratsvorsitzender des Stahlunternehmens Bochumer Verein.
Mit der Umschreibung „fast völlig vernachlässigte Gemeinschaftsaufgabe“ prangerte Brandt eine Art von Staatsversagen an. Das Umweltbundesamt schrieb in einer Pressemitteilung 2011: „Willy Brandts Forderung während seiner Rede am 28. April 1961 … kann zu Recht als der Beginn umweltpolitischen Denkens in Deutschland gelten. Damit rückte Brandt – lange bevor es die Begriffe Umweltschutz oder Umweltpolitik gab – ein regionales und bis dahin vernachlässigtes Problem ins Blickfeld gesellschaftspolitischer Debatten. Er machte aufmerksam auf die Schattenseiten des deutschen Wirtschaftswunders …“
Das SPD-Präsidium verabschiedete die Resolution „Soziale Gerechtigkeit durch mehr Umweltschutz“. Die Forderung von Brandt wurde teils belächelt, aber nicht vergessen  und führte vor Ort in Kommunen des Ruhrgebiets zu ersten umweltpolitischen Handlungsprogrammen.
Die Luftverschmutzung im Ruhrgebiet hatte zu diesem Zeitpunkt mancherorts dazu geführt, dass die Mieten gesunken waren. Die Häufigkeit von Atemwegserkrankungen war hoch.
Als Ursachen für die Luftverschmutzung nannte Der Spiegel im August 1961 unter anderem:
- 56 Thomas-Stahlkonverter
- 75 Zechenkraftwerke und 18 andere Kohlekraftwerke
- 82 Hochöfen verbunden mit weiteren Stahlschmelz- oder Tieföfen
- 17 Zementwerke und Ölraffinerien sowie
- 1.976 Dampflokomotiven der Bundesbahn und Werkslokomotiven

Im Januar 1962 wurde in Essen die Interessengemeinschaft gegen Luftverschmutzungsschäden und Luftverunreinigung gegründet, eine der ersten Bürgerinitiativen in Deutschland. Im Dezember 1962 kam es zur Smog-Krise im Ruhrgebiet.
Die TA Luft trat 1964 in Kraft.